# Tennis aux Jeux panaméricains de 1959
Navigation
1955 1963
Les compétitions de tennis aux Jeux panaméricains de 1959 ont lieu du 28 août au 3 septembre 1959 à Chicago, aux États-Unis.

## Médaillés
| Simple messieurs | Luis Ayala (CHI)                        | Robert Bédard (CAN)                          | Jon Douglas (USA)                      |  |  |  |
| Double messieurs | Mexique Antonio Palafox Gustavo Palafox | Mexique Francisco Contreras Mario Llamas     | États-Unis Myron Franks Grant Golden   |  |  |  |
|                  |                                         |                                              |                                        |  |  |  |
| Simple dames     | Althea Gibson (USA)                     | Yola Ramírez (MEX)                           | Dorothy Head (USA)                     |  |  |  |
| Double dames     | Mexique Yola Ramírez Rosa Maria Reyes   | États-Unis Althea Gibson Karol Fageros       | Mexique Marta Hernández Imelda Ramírez |  |  |  |
|                  |                                         |                                              |                                        |  |  |  |
| Double mixte     | Mexique Yola Ramírez Gustavo Palafox    | Mexique Rosa Maria Reyes Francisco Contreras | États-Unis Althea Gibson Grant Golden  |  |  |  |

## Tableau des médailles
| * | Pays hôte |

| Rang  | Nation       | Or | Argent | Bronze | Total |
| ----- | ------------ | -- | ------ | ------ | ----- |
| 1     | Mexique      | 3  | 3      | 1      | 7     |
| 2     | États-Unis * | 1  | 1      | 4      | 6     |
| 3     | Chili        | 1  | 0      | 0      | 1     |
| 4     | Canada       | 0  | 1      | 0      | 1     |
| Total | Total        | 5  | 5      | 5      | 15    |